# La Ferté-Villeneuil
La Ferté-Villeneuil foi uma comuna francesa na região administrativa do Centro, no departamento de Eure-et-Loir. Estendia-se por uma área de 8,41 km². Em 2010 a comuna tinha 402 habitantes (densidade: 47,8 hab./km²).
Em 1 de janeiro de 2017, passou a formar parte da nova comuna de Cloyes-les-Trois-Rivières.